# Pierre Favier (football)
Pour les articles homonymes, voir Pierre Favier et Favier.
Pierre Favier, né le 18 août 1911 à Ambert et mort le 27 avril 1981 à Paris, est un footballeur français actif dans les années 1930. Après sa carrière de footballeur, il est aussi entraîneur.

## Carrière
Après avoir joué dans l'équipe professionnelle de l'US Boulogne, Pierre Favier fait partie de l'effectif de l'AS Saint-Étienne pendant les saisons 1937-1938 et 1938-1939,. Titulaire la première saison avec les verts, il est deuxième gardien la deuxième saison derrière l'international français René Llense.
Il est ensuite entraîneur du Cercle athlétique de Paris en 1952-1953 : l'équipe se classe 16e sur 18 dans le championnat de France de Division 2.